# 黄嘉琪
黄嘉琪（1999年9月24日—），别名豆豆，广东深圳人，中国大陆女歌手。少时成名，师从王昆、赛思·里格斯。

## 个人经历
曾就读于深圳实验学校小学部、中学部。
7岁时获得世界华人大赛歌唱表演类银奖，此后便多次参与包括春节联欢晚会在内的中国内地全国性、地方性的综艺节目、晚会演出和歌唱赛事，取得多项赛事奖项。
2000年7月推出中国首张少儿公益原创歌曲专辑《饮水思源》
2012年8月在英国伦敦哈克尼帝国剧院举办了以“点亮世界——2012豆豆伦敦奥运演唱会”为主题的个人专场演出。

## 部分作品[15][16]
| 《饮水思源》（2000.7） | 《饮水思源》（2000.7） | 《饮水思源》（2000.7） | 《饮水思源》（2000.7） |
| ---------------------- | ---------------------- | ---------------------- | ---------------------- |
| 世界看中国             | 努力                   | 饮水思源               | 国家                   |
| 世界                   | 生死不离               | 生命的礼物             | 漂亮妈妈               |
| 大爱                   | UU                     | 生命                   | 心中的城               |